# Habénula
En neuroanatomía, la  habénula ([TA]: habenula, diminutivo latino de habena que significa rienda). Inicialmente designó el tallo o tronco de la glándula pineal, siendo la habénula pineal, o pedúnculo del cuerpo pineal, pero gradualmente pasó a referirse al grupo cercano de células nerviosas con las que se cree que está asociada la glándula pineal. El núcleo habenular es un conjunto de estructuras bien conservadas en todos los vertebrados.
Actualmente, el término de Terminología Anatómica se refiere exclusivamente a esta mása de células situada en el aspecto dorsal y caudal del tálamo (el epitálamo, incluida en el extremo posterior de la stria medularis, de la cual recibe la mayor parte de sus fibras aferentes. Por el fascículo retroflejo (tracto habénulo- interpeduncular) se proyecta en el núcleo interpeduncular y otros grupos de células paramediales del tegmento del cerebro medio.
La habénula recibe aferencias del cerebro por la stria medullaris thalami. Recientemente se ha descubierto que en ratones también recibe aferencias del núcleo paraventricular (PVN) del hipotálamo. La habénula epitalámica recibe aferencias procedentes de la sustancia perforada anterior que están relacionadas con aferencias olfatorias. Estas participarán en procesos involucrados con el sistema límbico una vez sean integradas en la habénula. Además, recibe importantes aferencias involucradas en procesos límbicos desde los núcleos septales, preópticos o anteriores y desde la amígdala del núcleo caudado. La amígdala aun siendo parte del núcleo caudado, pertenece al sistema límbico. Esto puede evidenciarse en su proximidad anatómica al hipocampo protruyendo hacia el interior de los ventrículos laterales.
Tiene eferencias a muchas áreas del cerebro medio implicadas en la liberación de neuromoduladores como la dopamina, norepinefrina y serotonina. Sus eferencias van a dirigirse de forma muy importante hacia los núcleos interpeduncular (haz habenulo-interpeduncular), dorsal del tegmento (haz habenulo-tegmental) y hacia el colículo superior (haz habenulo-tectal). Los  núcleos  del colículo superior van a integrar aferencias provenientes del tubérculo geniculado externo mediante brazos conjuntivales, desde el nervio auditivo, del colículo inferior, de la corteza y de la habénula entre otros. Este colículo tendrá la capacidad de integrar dicha información para poder seguir objetos con la vista sin perder el equilibrio. El núcleo dorsal del tegmento va a tener una importante actividad vegetativa por lo que cuando lleguen aferencias desde la sustancia perforada anterior de olor a alimento en estado de hambre, sinaptará con los núcleos salivatorios para provocar la salivación. Esta respuesta irá acompañada de la activación del núcleo interpeduncular que completará con un componente motor para la musculatura masticatoria a la conducta que ha generado el estado de hambre.